# James Cosmo
James Cosmo, teljes születési nevén James Ronald Gordon Copeland (Clydebank, Dunbartonshire, Skócia, Egyesült Királyság, 1948. május 24. –) skót színész. Ismert szerepeit a Hegylakó, A rettenthetetlen, Trainspotting, Trója, a Narnia Krónikái: Az oroszlán, a boszorkány és a ruhásszekrény, a 2016-os Ben-Hur és a 2017-es Wonder Woman című mozifilmekben alakította. Szerepelt a Trónok harca, a Kemény motorosok és Az Úr sötét anyagai televíziós kalandfilmsorozatokban is. A Brit Birodalom Rendjének tulajdonosa (MBE).

## Élete

### Származása, tanulmányai
James Copeland színész (1918–2002) és Helen Goodlet Findlay fiaként született. Egy Laura nevű nővére van. Elemei iskoláit Dumbartonban járta ki. A család Londonba költözött, az ifjú James krikettezni tanult Sean Connerytól, miközben apja a pubban sörözött Peter O’Toole-lal. James tizenegy éves korában visszatért Glasgowba, és egy ideig Dalmuirban, egy hajóbontó üzemben dolgozott. Glasgowban kijárta Royal Scottish Academy of Music and Dramatic Art színakadémiát, majd a bristoli Old Vic Drama School színművészeti főiskolát is. Színész apjának vezetékneve helyett pályája kezdetén felvette a Cosmo művésznevet, édesanyjának középső neve után.

### Színészi pályája
Első televíziós filmszerepét 1966-ban kapta, a Ransom for a Pretty Girl krimisorozat egyik főszerepét (Charlie Milne).Robusztus testalkatának megfelelően legtöbbször kemény férfias karaktereket, nagyerejű harcosokat, verekedőket, rockzenészeket, katonákat, és hasonló, erőt és hatalmat sejtető, vérbő, nagyhangú figurákat alakított. Ilyen volt Angus MacLeod klánfőnök a Hegylakóban (1986), Campbell vezér a A rettenthetetlenben (1995), Karácsony apó a Narnia Krónikái: Az oroszlán, a boszorkány és a ruhásszekrény című részében (2005), vagy Hrothgar vezér Az utolsó légió-ban (2007). 2004-ben Glaucust játszotta a Trója című monstre háborús filmben, ottani partnerei közül Sean Beannel és Julian Gloverrel később együtt szerepelt a Trónok harca sorozatban is.
Drámai filmekben is szerepelt, így a Trainspottingban (1996) vagy a Kurt Vonnegut Harrison Bergeron c. regényéből készült 2081 című disztópikus filmben (2009).
Televíziós sorozatszerepei között említendő Jeor Marmont, Lord Commander alakítása a Trónok harcában, amelyet Magyarországon a HBO mutatott be. 2014-ben szerepelt a Breakdown c. thrillerben, Craig Fairbrass-szal, Bruce Payne-nel, Emmett Scanlannal, Olivia Granttel és Tamer Hassannal egy csapatban.
Néhány filmjében zenészként (gitárosként) is közreműködött, ilyen betétszámai voltak az 1999-es Még egy csók c. filmben, a Kisvárosi gyilkosságok sorozat 2007-es „A rocklegenda” c. epizódjában, ahol John Nettles-szel közösen zenélnek, és a 2013-es The Christmas Candle című filmben, ahol Cosmo Susan Boyle énekét kíséri.
Főszerepet vitt a 2016-os Elhárítók-ban. 2017-ben megjelent a Len Deighton fantasztikus történelmi regényéből készült SS-GB című krimisorozatban, amely egy alternatív történelemben, a nácik által megszállt Nagy-Britanniában játszódik. 2019-ben A rózsa neve c. olasz–német tévésorozatban Jorge de Burgos atyát játszotta. Szerepet kapott a Jagame Thandhiram című gengszterfilmben (film noir), amelyet jelenleg (2021-ben) forgat Karthik Subbaraj indiai rendező, több indiai sztár főszereplésével. Ezt a tervek szerint a Netflix fogja forgalmazni.

### Magánéleti tevékenységei
Cosmo jelenleg (2020) a Chance for Childhood nevű gyermek-jóléti szervezet vezetője. Színművészi teljesítményéért és magemberként végzett jószolgálati munkájáért a Sunday Mail/McEwan’s People’s Filmfesztivál életműdíjjal (Lifetime Achievement Award) tüntette ki.
2000. május 24-én feleségül vette Annie Harrist, akivel jelenleg (2021-ben) is együtt élnek.

## Főbb filmszerepei
- 1966: Ransom for a Pretty Girl, tévé-minisorozat, Charlie Milne
- 1969: Angliai csata (Battle of Britain), Jamie
- 1971: UFO, tévésorozat, Anderson hadnagy
- 1971: Minden lében két kanál (The Persuaders!), tévésorozat, egy epizódban, Williams rendőrfelügyelő
- 1972: A fiatal Churchill (Young Winston), katonatiszt a vonaton
- 1978: Emberrablók (Kidnapped), tévé-minisorozat, koldus
- 1979: Az Onedin család (The Onedin Line), tévésorozat, Glasgow McDade
- 1984: A ballantraei örökös (The Master of Ballantrae), tévéfilm, lovász
- 1985: Julie-hadművelet (Operation Julie), tévéfilm, Longfellow
- 1986: Hegylakó (Highlander), Angus MacLeod
- 1987: Szupernagyi (Super Gran), tévésorozat, Mr. McBigg
- 1988: Viharos hétfő (Stormy Monday), Tony
- 1988: Taggart felügyelő (Taggart), tévésorozat, Victor Baird
- 1989: Tell Vilmos (Crossbow), tévésorozat, Anton
- 1990: A kincses sziget (Treasure Island), tévéfilm, Redruth
- 1989–1993: Baleseti sebészet (Casualty), tévésorozat, Tony / John Breckman
- 1995: A rettenthetetlen (Braveheart), Campbell
- 1996: Trainspotting, Mr. Renton
- 1996: Emma, Mr Weston
- 1997: Ivanhoe, tévé-minisorozat, Sir Cedric
- 1998: Kísértett város (Urban Ghost Story), miniszter
- 1998: Babe: Malac a városban (Babe: Pig in the City), animációs, Thelonius hangja
- 1999: Kocsmapárharc (The Match), Billy Bailey
- 1999: Tizedmásodperc (Split Second), tévéfilm, Donald Paterson
- 1999: Még egy csók (One More Kiss), Frank
- 1999: Kleopátra (Cleopatra), tévé-minisorozat, Agrippa
- 2000: A tizedik királyság (The 10th Kingdom), tévé-minisorozat, Blind Woodsman
- 2000: Az utolsó szőke bombázó (The Last of the Blonde Bombshells), tévéfilm, McNab
- 2001: Soha többé háborút! (To End All Wars), Stuart McLean alezredes
- 2001: Csinicsapat akcióban (All the Queen’s Men), Archie
- 2002: Volt egyszer egy Közép-Anglia (Once Upon a Time in the Midlands), Billy
- 2002: A gyávaság tollai (The Four Feathers), Sutch ezredes
- 2002: Ördögi Színjáték – A Pap, a Várúr és a Boszorkány (The Reckoning), Lambert
- 2003: Édes álmok (Skagerrak), Robert
- 2004: Utolsó esély (One Last Chance), Big John
- 2004: Trója (Troy), Glaukosz
- 2005: Bobby, a hűséges terrier (The Adventures of Greyfriars Bobby), James Brown
- 2005: Narnia krónikái: Az oroszlán, a boszorkány és a ruhásszekrény (The Chronicles of Narnia: The Lion, the Witch and the Wardrobe), Karácsony apó
- 2006: Szabadítsátok ki Jimmyt! (Slipp Jimmy fri), HudMaSpecs (angol) hangja
- 2007: Kisvárosi gyilkosságok (Midsomer Murders), tévésorozat, The Axeman Cometh c. epizód, Jack „Axeman” McKinley
- 2007: Az utolsó légió (The Last Legion), Hrothgar
- 2007: Ébredő sötétség (The Seeker: The Dark Is Rising), Dawson
- 2007: Száguldó üstökös (Comet Impact), tévéfilm, Brenden Kelly
- 2008: A mágia színe, tévé-minisorozat, Galder Weatherwax
- 2009: 2081, rövidfilm, George Bergeron
- 2009: Merlin kalandjai (Merlin), tévésorozat, Hengist
- 2010: Castle, tévésorozat, Finn Rourke
- 2010: FlashForward – A jövő emlékei, tévésorozat, Phillip
- 2010: Donkeys, Alfie
- 2010: A kifutópálya (The Runway), Sutherland
- 2010: Kemény motorosok (Sons of Anarchy), Kellan Ashby atya
- 2012: Citadella (Citadel), pap
- 2012: A néma szemtanú (Silent Witness), tévésorozat, Arnold Mears
- 2013: Halál a paradicsomban (Death in Paradise), Roger Seymour
- 2011–2013: Trónok harca (Game of Thrones), Jeor Mormont, Lord Commander
- 2013: Jackson Brodie esetei (Case Histories), tévésorozat, Len Lomax
- 2013: Istenek kalapácsa (Hammer of the Gods), Bagsecg király
- 2013: Justin, a hős lovag (Justin and the Knights of Valour), animációs film, Blucher hangja
- 2013: The Christmas Candle, Herbert Hopewell
- 2014: Az új világ (New Worlds), tévé-minisorozat, Goffe
- 2015: Holdjárók (Moonwalkers), Dawson
- 2016: Breakdown, Albert Chapman
- 2016: Ben-Hur, Quintus
- 2016: Elhárítók (Eliminators), Cooper
- 2017: T2 Trainspotting, Renton apja
- 2017: SS-GB, tévé-minisorozat, Harry Woods
- 2017: Wonder Woman, Haig tábornagy
- 2018: Sötétségben (In Darkness), Niall
- 2018: Törvényen kívüli király (Outlaw King), id. Robert Bruce
- 2019: A gyermek (The Hole in the Ground), Des Brady
- 2019: A rózsa neve (The Name of the Rose), tévésorozat, Jorge da Burgos
- 2016–2019: Durrellék (The Durrells), tévésorozat, Creech kapitány
- 2019: Csernobil (Chernobyl), tévé-minisorozat, bányász
- 2019: Az Úr sötét anyagai (His Dark Materials), tévésorozat, Farder Coram
- 2021: Trükkös világ (Jagame Thandhiram), Peter Sprott
- 2021: The Kindred; Frank Menzies
- 2022: Tom Clancy: Jack Ryan; tévésorozat; Luka

## Zenészi közreműködései
- 1999: Még egy csók (One More Kiss), „Beautiful Dreamer”, írta Stephen Foster, előadja James Cosmo.[7]
- 2007: Kisvárosi gyilkosságok (Midsomer Murders) tévésorozat, A rocklegenda (The Axeman Cometh) c. epizód, „Dimples”, írta John Lee Hooker és James Bracken, előadja James Cosmo és John Nettles.[8]
- 2013: The Christmas Candle, „Miracle Hymn” (filmbeli címe „Miracles All Around”), zeneszerző Luke Atencio, szövegíró Candace Lee, előadják Susan Boyle és James Cosmo.[9]

## Elismerései
- 2011: BAFTA-díj (Skócia), a legjobb filmszereplő díja (a Donkeys-beli alakításáért)
- 2015: Edinburgh-i Nemzetközi Filmfesztivál, legjobb brit játékfilm-szereplő díja a The Pyramid Texts filmbeli alakításáért.
- 2018: A Brit Birodalom Rendjének tagja, drámai alakításaiért (a királynő hivatalos születésnapján, 2018. július 3-án)[10]